# Czarni Dęblin
Czarni Dęblin – polski klub piłkarski z siedzibą w Dęblinie, powstały w 1947 roku. 

## Historia
Chronologia nazw:
- 1947: KS [Klub Sportowy] Kolejarz/Czarni Dęblin
- 1951: KS Dęblin
- 1953: Kolejarz/Czarni Dęblin
- 1957: Związkowiec Dęblin
- 1959: KKS [Kolejowy Klub Sportowy] Czarni Dęblin
- 2016: MKS [Miejski Klub Sportowy] Czarni/Orlęta Dęblin – po fuzji z Orlęta Dęblin
- 2021: MKS [Miejski Klub Sportowy] Czarni 1947 Dęblin

Klub Sportowy Kolejarz/Czarni został założony w Dęblinie w 1947 roku przez pracowników PKP. W sezonie 1948/49 drużyna startowała w Klasie A okręgu Lublin.. W 1951 klub występował pod nazwą KS Dęblin, ale potem wrócił do nazwy Kolejarz/Czarni. W 1957 roku wskutek reorganizacji klub zmienił nazwę na Związkowiec. W 1959 roku przyjął nazwę KKS Czarni Dęblin.
W sezonie 2014/15 zespół zajął 12.miejsce w grupie lubelskiej IV ligi, ale z powodu problemów finansowych nie przystąpił do rozgrywek w następnym sezonie. W 2016 klub połączył się z miejscowym rywalem - klubem Orlęta Dęblin w Czarni/Orlęta Dęblin. W sezonie 2018/2019 zespół występował w rozgrywkach Klasy B. Po rundzie jesiennej sezonu 2018/2019 klub wycofał się z rozgrywek klasy B. W sezonie 2020/21 nastąpiła ponowna reaktywacja drużyny seniorów, która przystąpiła do Klasy B. 21 maja 2021 roku klub został zarejestrowany jako MKS Czarni 1947 Dęblin. Obecnie (sezon 2023/2024) występuje jako Czarni 1947 Dęblin w klasie okręgowej.

## Sukcesy
- 14. miejsce w III lidze – 1997/98
- III runda Pucharu Polski – 1999/00 (jako Czarni/Orlęta Dęblin)
- Puchar Polski OZPN Lublin – 1998/99 (jako Czarni/Orlęta Dęblin)

## Stadion
Czarni rozgrywają swoje mecze na stadionie przy ul. 15 Pułku Piechoty Wilków 4 w Dęblinie. Dane techniczne obiektu:
- pojemność stadionu: 1500 miejsc (100 siedzących)
- oświetlenie: brak
- wymiary boiska: 106 m x 72 m